# 聯邦快遞杯
聯邦快遞杯（FedEx Cup）是男子高爾夫賽事PGA巡迴賽的一個獎項名稱，於2005年誕生。聯邦快遞杯採用積分制，因聯邦快遞是該獎項的贊助商，因此得名。聯邦快遞以每個賽季的PGA巡迴賽賽事為積分對象，獲得普通賽事冠軍的球員可以獲得500分，獲得大滿貫和球員錦標賽冠軍的球員可以獲得600分。獲得WGC冠軍可以獲得550分。獲得和英國公開賽及WGC同時舉辦的PGA巡迴賽的冠軍則可以獲得300分。最近一屆聯邦快遞杯的得主是喬丹·斯皮思。